# Vahlia somalensis
Vahlia somalensis, jednogodišnja ili višegodišnja biljna vrsta u rodu vahlia, porodica Vahliaceae.
Naraste najviše do 50 cm visine, stabljika gola ili dlakava. Postoje dvije podvrste koje rastu u Somaliji, Etiopiji i Keniji.

## Podvrste
- Vahlia somalensis subsp. goddingii (Bruce) Bridson
- Vahlia somalensis subsp. somalensis